# Paraula plana
Una paraula plana o mot pla (o paroxíton) té la accent prosòdic en la penúltima síl·laba. És un patró accentual molt freqüent, obligat en esperanto, polonès, quítxua o bretó i altament predominant en el castellà i altres llengües romàniques.
En català són les paraules més nombroses, si bé amb menys freqüència que altres llengües properes, per la pèrdua de les terminacions llatines, que fa que l'original pla esdevingui una paraula aguda. Porten accent gràfic les planes que no acabin en vocal, vocal+s, en, in. La presència de l'accent ve donada justament per poder llegir correctament el mot, ja que si és una paraula desconeguda no hi ha cap regla que permeti esbrinar si és o no plana, perquè la posició de la tònica és lliure en català, a diferència d'altres idiomes com el francès.